# Sirețel (gmina)
Sirețel – gmina w Rumunii, w okręgu Jassy. Obejmuje miejscowości Berezlogi, Humosu, Satu Nou, Sirețel i Slobozia. W 2011 roku liczyła 4130 mieszkańców.